# Kokorići
Kokorići (do roku 1991 Kokorić) je vesnice v Chorvatsku ve Splitsko-dalmatské župě. Je součástí města Vrgorac, od něhož se nachází asi 5 km jihozápadně. V roce 2011 zde trvale žilo 161 obyvatel. Nejvíce obyvatel (357) zde žilo v roce 1921.
Blízko vesnice prochází dálnice A1. Dne 11. prosince 2020 byla vesnice zasažena silnými povodněmi. K odstranění škod způsobených povodněmi byla dne 18. prosince povolána chorvatská armáda.

## Sousední sídla
| Růžice kompasu | Ravča    |          | Vrgorac | Růžice kompasu |
| Růžice kompasu | Višnjica | Sever    | Kotezi  | Růžice kompasu |
| Růžice kompasu | Višnjica | Kokorići | Kotezi  | Růžice kompasu |
| Růžice kompasu | Višnjica | Jih      | Kotezi  | Růžice kompasu |
| Růžice kompasu | Zaostrog |          |         | Růžice kompasu |